# Kunstrijden op de Olympische Winterspelen 2014 - Paren

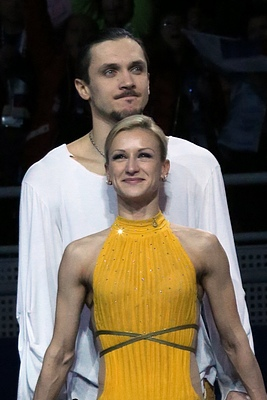
Tatjana Volosozjar en Maksim Trankov

Het kunstrijden voor paren tijdens de Olympische Winterspelen 2014 vond plaats op 11 en 12 februari in het Iceberg Schaatspaleis in Sotsji. Regerend olympisch kampioen was het Chinese koppel Shen Xue en Zhao Hongbo.
Het Russische paar Tatjana Volosozjar / Maksim Trankov werden de opvolgers van het Chinese paar als olympisch kampioenen. Vier jaar geleden namen ze beiden nog met een andere partner deel, Volosozjar met Stanislav Morozov (8e plaats en voor Oekraïne uitkomend) en Trankov met Maria Moechortova (7e plaats). Hun landgenoten Ksenia Stolbova / Fjodor Klimov eindigden op de zilveren positie en het Duitse duo Aliona Savchenko / Robin Szolkowy eindigden net als in 2010 op de derde plaats.

## Tijdschema
| Datum       | Lokale tijd | MET   | Kür       |
| ----------- | ----------- | ----- | --------- |
| 11 februari | 19:00       | 16:00 | Korte kür |
| 12 februari | 19:45       | 16:45 | Vrije kür |

## Uitslag
| #                      | Olympiër                              | NOC | Punten | Korte kür   | Vrije kür   |
| ---------------------- | ------------------------------------- | --- | ------ | ----------- | ----------- |
| Goud                   | Tatjana Volosozjar Maksim Trankov     | RUS | 236.86 | 84.17 (1)   | 152.69 (1)  |
| Zilver                 | Ksenia Stolbova Fjodor Klimov         | RUS | 218.68 | 75.21 (3)   | 143.47 (2)  |
| Brons                  | Aliona Savchenko Robin Szolkowy       | GER | 215.78 | 79.64 (2)   | 136.14 (4)  |
| 4                      | Pang Qing Tong Jian                   | CHN | 209.88 | 73.30 (4)   | 136.58 (3)  |
| 5                      | Kirsten Moore-Towers Dylan Moscovitch | CAN | 202.10 | 70.92 (6)   | 131.18 (5)  |
| 6                      | Vera Bazarova Joeri Larionov          | RUS | 199.60 | 69.66 (8)   | 129.94 (6)  |
| 7                      | Meagan Duhamel Eric Radford           | CAN | 199.53 | 72.21 (5)   | 127.32 (7)  |
| 8                      | Peng Cheng Zhang Hao                  | CHN | 195.72 | 70.59 (7)   | 125.13 (8)  |
| 9                      | Marissa Castelli Simon Shnapir        | USA | 187.82 | 67.44 (9)   | 120.28 (9)  |
| 10                     | Vanessa James Morgan Ciprès           | FRA | 179.43 | 65.36 (10)  | 114.07 (11) |
| 11                     | Stefania Berton Ondřej Hotárek        | ITA | 179.08 | 63.57 (11)  | 115.51 (10) |
| 12                     | Felicia Zhang Nathan Bartholomay      | USA | 167.21 | 56.90 (14)  | 110.31 (12) |
| 13                     | Maylin Wende Daniel Wende             | GER | 166.25 | 59.25 (12)  | 107.00 (13) |
| 14                     | Paige Lawrence Rudi Swiegers          | CAN | 161.98 | 58.97 (13)  | 103.01 (14) |
| 15                     | Andrea Davidovich Evgeni Krasnopolski | ISR | 147.73 | 53.38 (15)  | 094.35 (15) |
| 16                     | Nicole Della Monica Matteo Guarise    | ITA | 137.86 | 51.64 (16)  | 086.22 (16) |
| Vrije kür niet bereikt |                                       |     |        |             |             |
| 17                     | Miriam Ziegler Severin Kiefer         | AUT | 049.62 | 049.62 (17) |             |
| 18                     | Narumi Takahashi Ryuichi Kihara       | JPN | 048.45 | 048.45 (18) |             |
| 19                     | Stacey Kemp David King                | GBR | 044.98 | 044.98 (19) |             |
| 20                     | Julia Lavrentieva Yuri Rudyk          | UKR | 044.30 | 044.30 (20) |             |